# Zichow
Zichow ist eine Gemeinde im Landkreis Uckermark in Brandenburg. Sie gehört dem Amt Gramzow an.

## Geografie
Die uckermärkische Gemeinde Zichow zwischen den Städten Prenzlau, Schwedt/Oder und Angermünde liegt im Grundmoränengebiet, das sich zwischen den Urstromtälern von Ucker, Welse und Randow erhebt. Zur seenreichen Umgebung Zichows gehören ausgedehnte Wiesen im Randowbruch und Welsebruch sowie das Naturschutzgebiet Zichower Wald. Die höchste Erhebung innerhalb der Gemeindegrenzen ist der Lange Berg mit 101 m ü. NHN, der niedrigste Punkt (Randowbruch im Osten der Gemeinde) befindet sich dagegen auf 9 m ü. NHN.

## Gemeindegliederung
Zur Gemeinde gehören die Ortsteile Fredersdorf, Golm und Zichow sowie der Wohnplatz Zichow-Lindenwegsiedlung.

## Geschichte
Fredersdorf, Golm und Zichow gehörten seit 1817 zum Kreis Angermünde in der preußischen Provinz Brandenburg und ab 1952 zum Kreis Angermünde im DDR-Bezirk Frankfurt (Oder). Seit 1993 liegen die Orte im brandenburgischen Landkreis Uckermark.
Am 31. Dezember 2001 schlossen sich die drei bis dahin selbstständigen Gemeinden zusammen.

### Ortsteil Zichow
In der ehemals slawischen Dorfanlage (Ortsnamen ursprünglich Tzikow, Czichow, später Ziechow) wurde während der deutschen Ostkolonisation im 13. Jahrhundert die Burg Zichow errichtet. 1288 taucht der Ort erstmals in einer Abtretungsurkunde des Klosters in Gramzow auf. Von 1354 bis 1447 gehörten die nördlichen Teile der Uckermark und damit auch Zichow zu Pommern, danach (bis heute) zu Brandenburg.
Die Zichower Kirche wurde 1713 neu aufgebaut, nachdem sie im Dreißigjährigen Krieg verfallen war.
Auf dem Gut Zichow befand sich von 1944 bis 1945 ein Außenlager des KZs Ravensbrück.

### Ortsteil Fredersdorf
Die älteste schriftliche Erwähnung von Fredersdorf findet sich in einer Kaufurkunde des Gramzower Klosters aus dem Jahr 1580. Es ist anzunehmen, dass der Ort älter ist – er taucht wegen der Zugehörigkeit zu Pommern nicht im Landbuch Karls IV. von 1375 auf. Im Jahr 1678 wurden in Fredersdorf 40 Hugenotten angesiedelt, die eine eigene (reformierte) Kirchengemeinde gründeten. Im Dreißigjährigen Krieg wurde die Fredersdorfer Kirche niedergebrannt und erst 1703 neu errichtet.

### Ortsteil Golm
Der Name des ehemaligen Rittergutes entwickelte sich aus Golym, Golin zu Golm, was im Slawischen „Berg“ bedeutet. 1354 wurde Golm erstmals bei Verhandlungen zwischen Ludwig dem Römer und dem pommerschen Herzog Barnim IV. erwähnt. Ab 1472 tauchen die verschiedenen Linien der Familie von Arnim als Landbesitzer auch in Golm auf. 1711 wurde auch die Golmer Kirche nach den Zerstörungen im Dreißigjährigen Krieg neu aufgebaut. In den 1920er Jahren siedelten Flüchtlinge aus Westpreußen in Golm. 1774 hatte Golm 184 Einwohner. 2005 betrug die Einwohnerzahl 156.

## Bevölkerungsentwicklung
| Jahr | Einwohner |
| ---- | --------- |
| 1875 | 433       |
| 1890 | 393       |
| 1910 | 469       |
| 1925 | 477       |
| 1933 | 386       |
| 1939 | 402       |

| Jahr | Einwohner |
| ---- | --------- |
| 1946 | 658       |
| 1950 | 705       |
| 1964 | 568       |
| 1971 | 534       |
| 1981 | 479       |
| 1985 | 436       |

| Jahr | Einwohner |
| ---- | --------- |
| 1990 | 383       |
| 1995 | 367       |
| 2000 | 366       |
| 2005 | 641       |
| 2010 | 617       |
| 2015 | 583       |

| Jahr | Einwohner |
| ---- | --------- |
| 2020 | 554       |
| 2021 | 540       |
| 2022 | 509       |
| 2023 | 499       |
| 2024 | 479       |

Gebietsstand des jeweiligen Jahres, Einwohnerzahl: Stand 31. Dezember (ab 1991), ab 2011 auf Basis des Zensus 2011, ab 2022 auf Basis des Zensus 2022

## Politik

### Gemeindevertretung
Die Gemeindevertretung von Zichow besteht aus acht Gemeindevertretern und dem ehrenamtlichen Bürgermeister. Die Kommunalwahl am 26. Mai 2019 führte zu folgendem Ergebnis:
| Partei / Wählergruppe              | Stimmenanteil | Sitze |
| ---------------------------------- | ------------- | ----- |
| Wählergruppe Zichow                | 37,1 %        | 3     |
| CDU                                | 33,1 %        | 3     |
| Wählergruppe Dorfgemeinschaft Golm | 22,6 %        | 2     |
| Einzelbewerber Kai Regolinski      | 07,2 %        | –     |

### Bürgermeister
- 2003–2024: Martin Röthke (CDU)[9][10]
- seit 2024: Mathias Bürger (WG Zichow)

Bürger wurde in der Bürgermeisterwahl am 9. Juni 2024 mit 61,2 % der gültigen Stimmen gegen Amtsinhaber Röthke für eine Amtszeit von fünf Jahren gewählt.

## Sehenswürdigkeiten
In der Liste der Baudenkmale in Zichow stehen die in der Denkmalliste des Landes Brandenburg eingetragenen Baudenkmale.
- Holländerwindmühle in Zichow (die Flügel wurden bei einem Gewitter 1921 abgerissen)
- Schloss Zichow

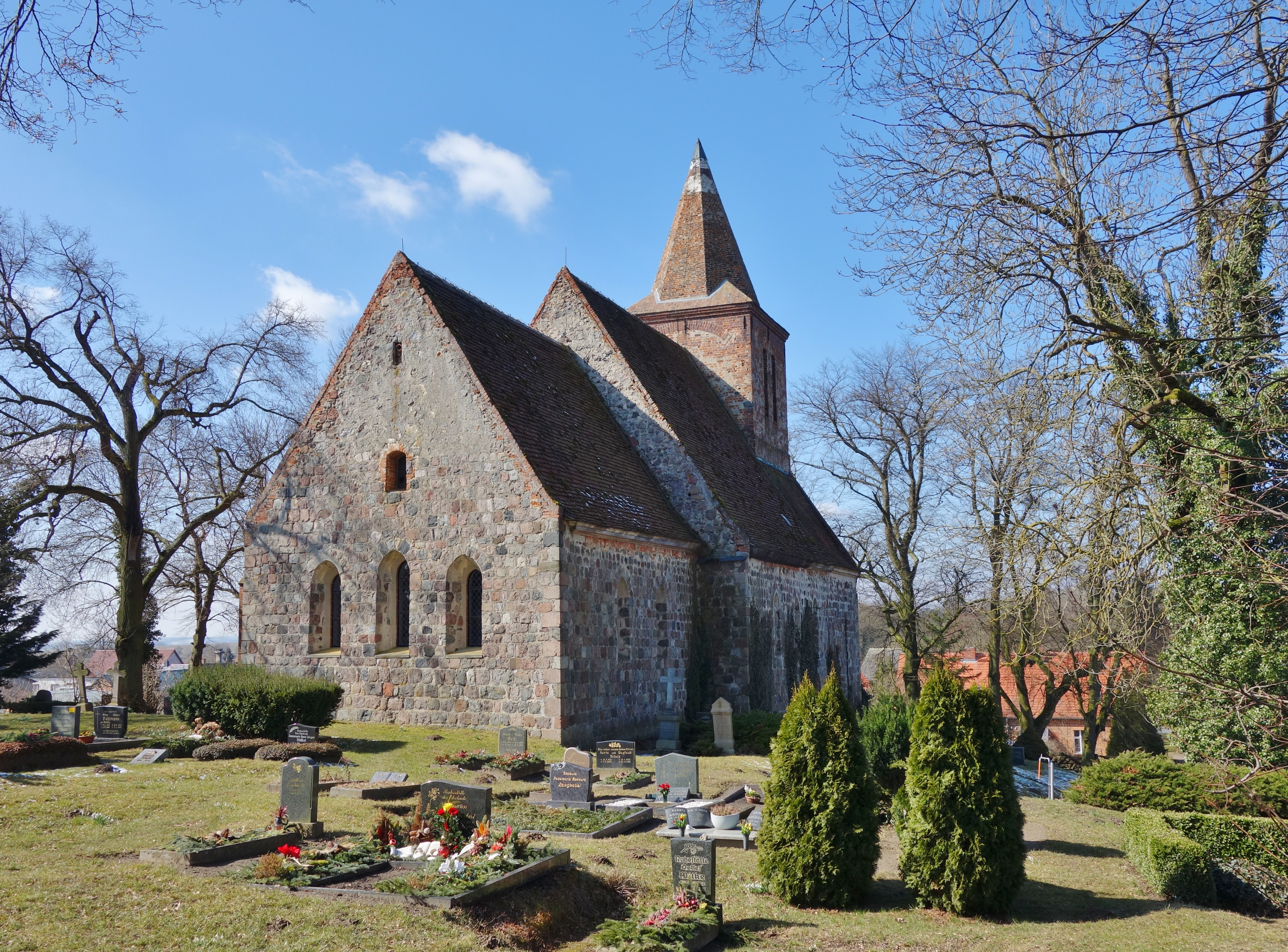
Zichower Kirche
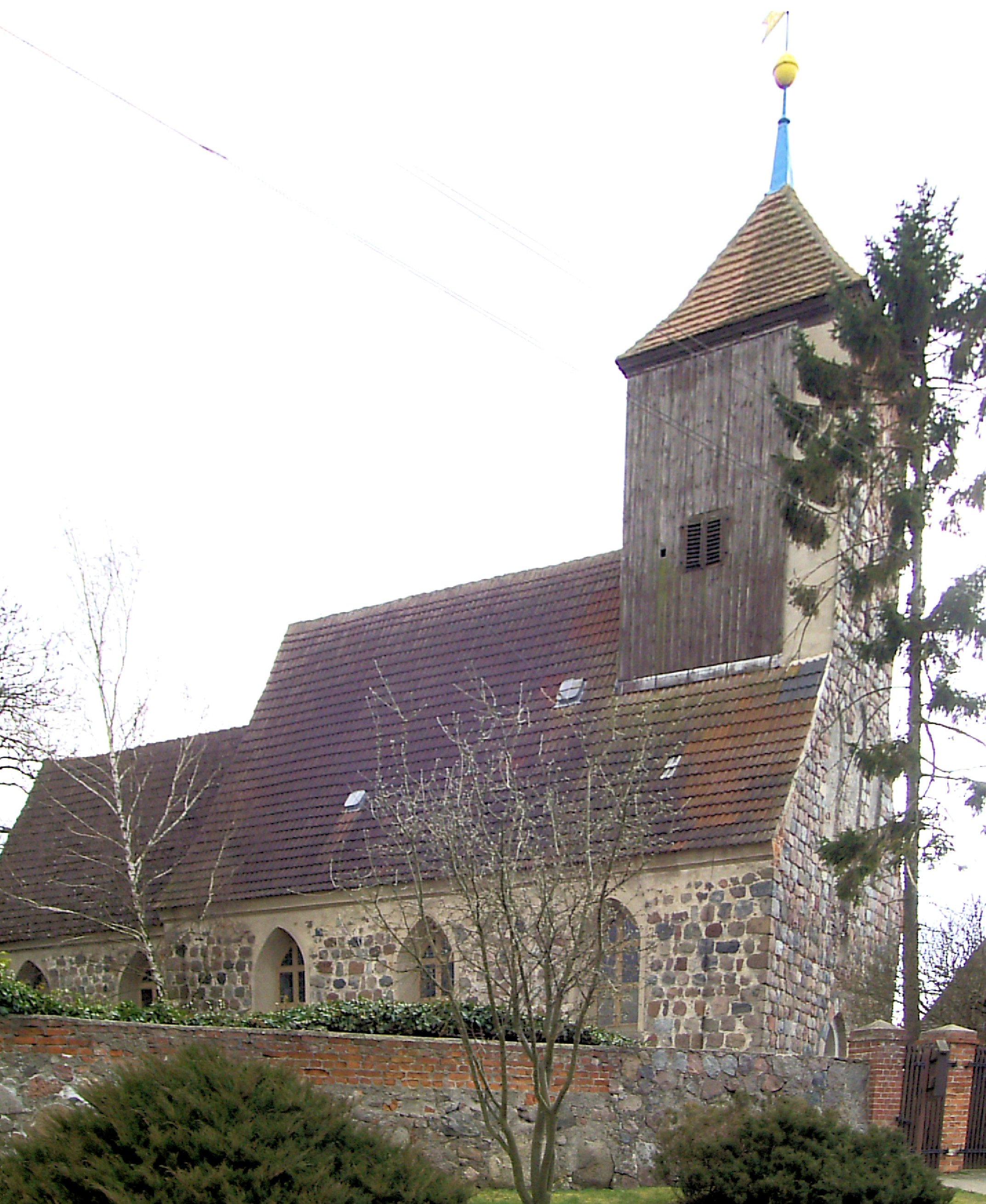
Fredersdorfer Kirche
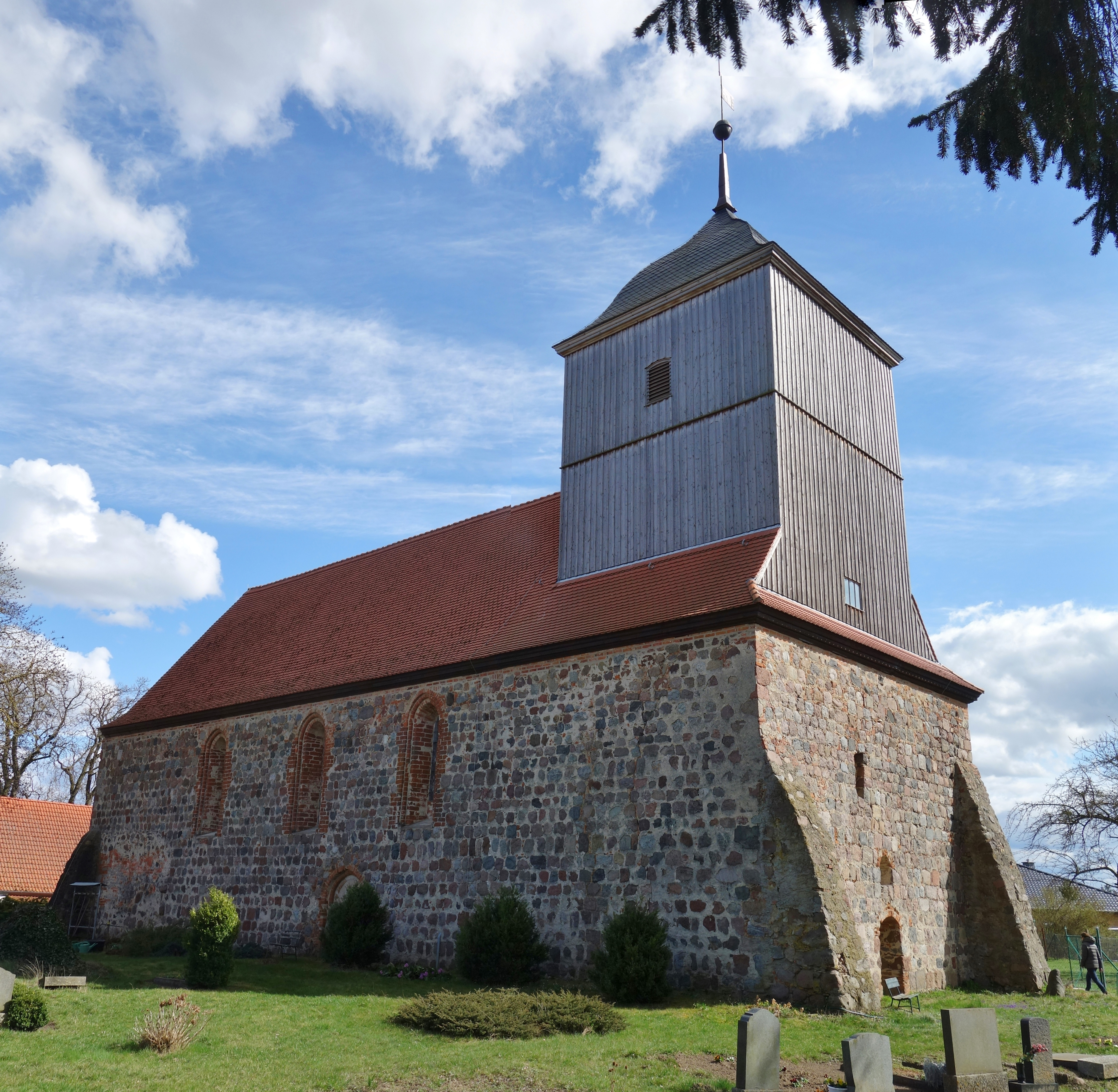
Golmer Kirche
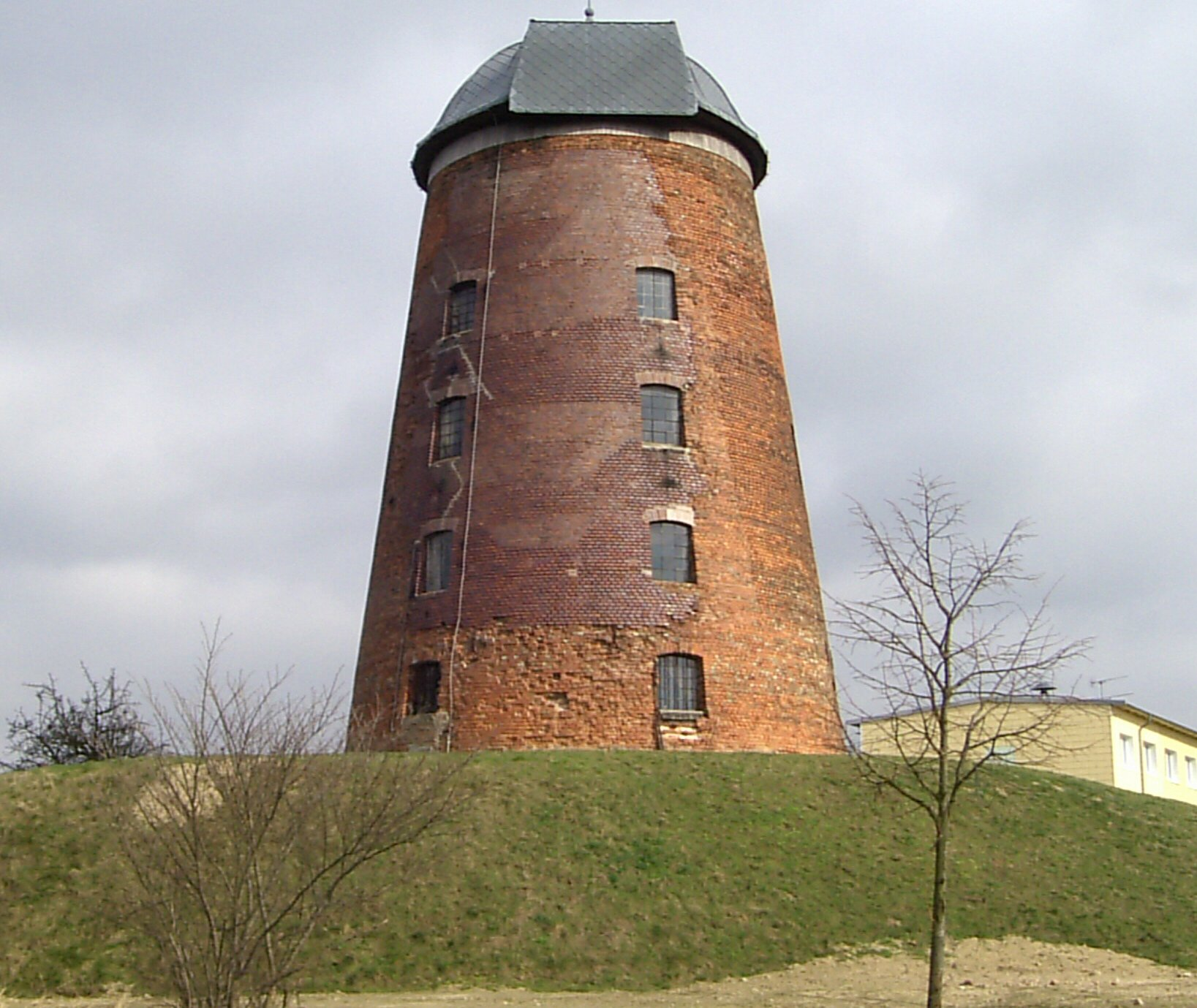
Zichower Mühle
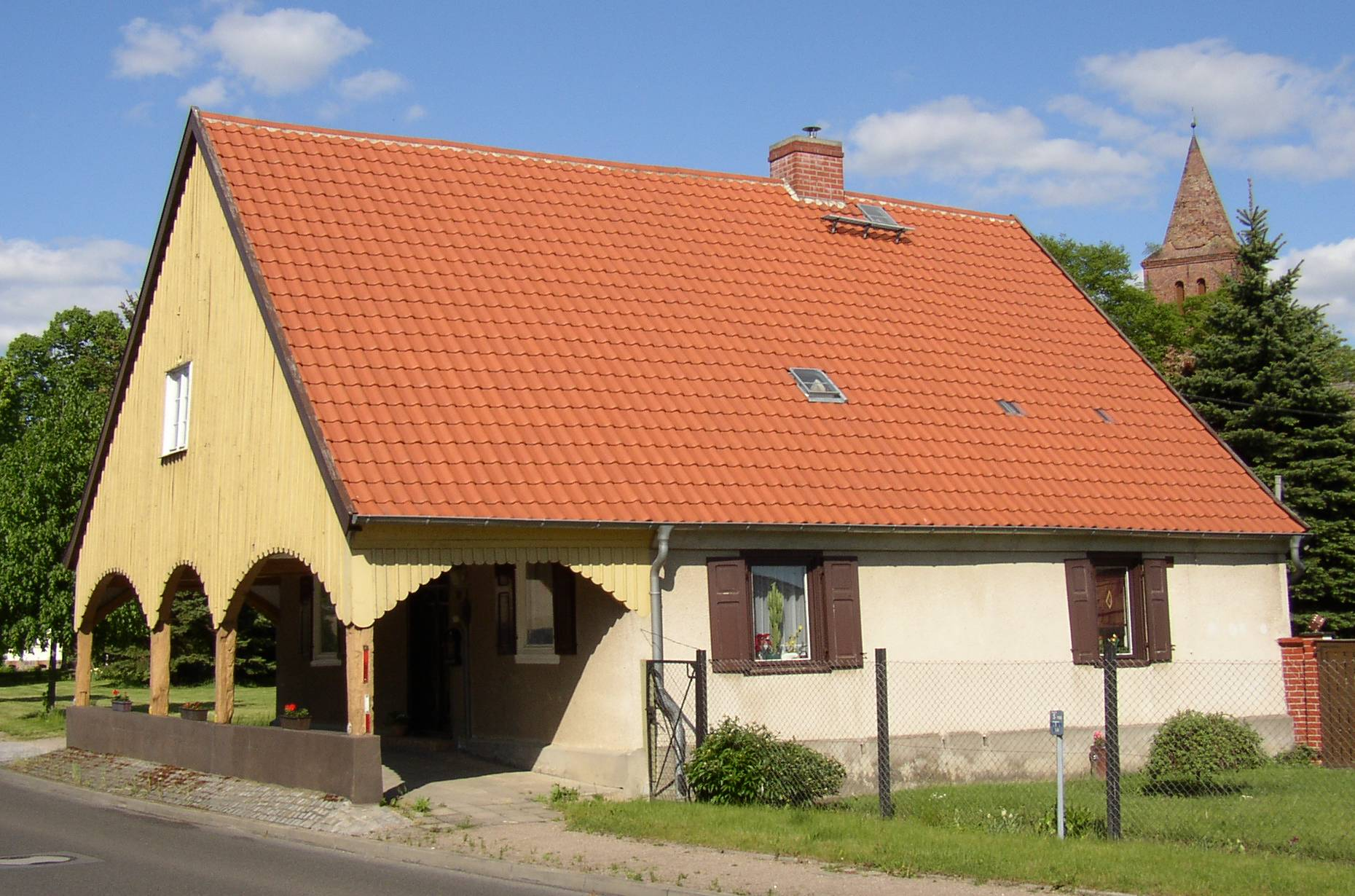
Vorlaubenhaus in Zichow
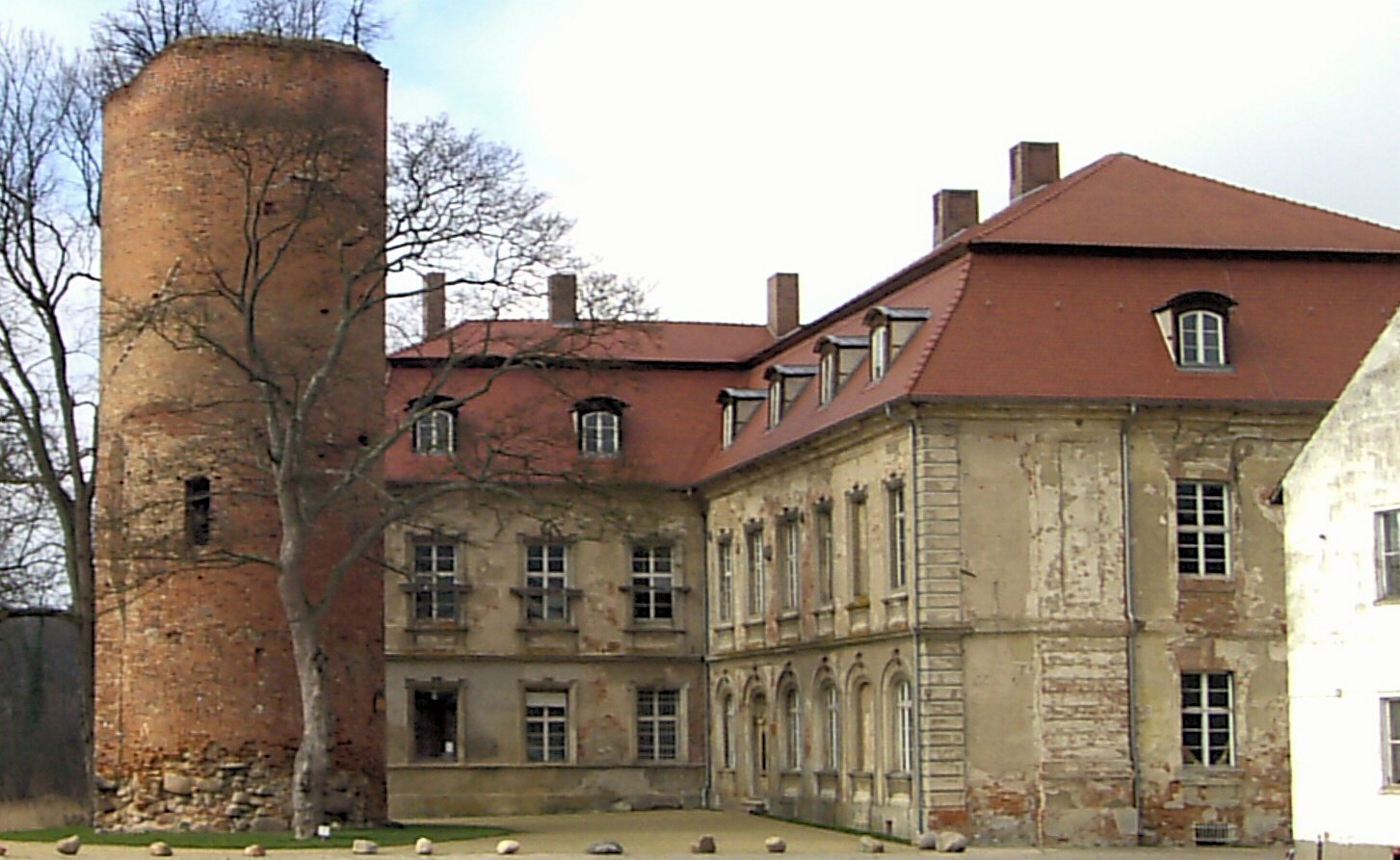
Schloss Zichow

## Verkehr
Durch das Gemeindegebiet führt die Bundesstraße 166 (Schwedt/Oder – Kreuz Uckermark) mit einer seit 2004 bestehenden Ortsumgehung Zichows. Die Anschlussstelle Gramzow an der A 11 (Berlin–Stettin) ist ca. 7 km entfernt.
Die Bahnstrecke Schönermark–Damme mit den Haltepunkten Golm und Fredersdorf sowie dem Bahnhof Zichow ist seit 1979 stillgelegt. Der nächstgelegene Bahnhof ist Passow an der Bahnstrecke Berlin–Szczecin.